# Yager
Yager ist ein Action-Computerspiel des deutschen Spieleentwicklers Yager Development, das im Jahr 2003 vom Publisher THQ veröffentlicht wurde. Es wurde zunächst für die Xbox-Spielkonsole entwickelt und später auf Windows portiert.

## Handlung
Am Ende des 21. Jahrhunderts wird die Welt fast ausschließlich von Konzernen regiert. Trotzdem bildeten sich einige sogenannte Freihandelszonen, die nicht der Regierung von Konzernen unterliegen, in welchen hauptsächlich Fischer, Händler, Söldner, Lebenskünstler und Piraten wohnen. Diese Gebiete können für Piloten, deren Flugzeuge über keine oder nur eine mangelnde Bordbewaffnung verfügen, gefährlich werden. Dies ist auch der Hauptperson Magnus Tide, der früher als Söldner für die Proteus-Corporation arbeitete, bewusst. Eines Tages konnte er einen ihm zugeteilten Auftrag nicht zu Ende führen und verlor dabei nicht nur sein Flugzeug, sondern auch sein ganzes Geld. Ebenso zerbrach seine Beziehung zu einer Mitarbeiterin von Proteus. Einige Jahre später kehrt er mit einem neuartigen Fluggerät, der Sagittarius, zu seinem alten Arbeitgeber Proteus zurück. Das besondere an der Sagittarius ist, dass es nicht nur typische Flugmerkmale eines Flugzeuges besitzt, sondern auch wie ein Hubschrauber schweben kann. Magnus Tide arbeitet ab dem Zeitpunkt seiner Rückkehr wieder für Proteus als Einzelkämpfer und kommt genau zum richtigen Zeitpunkt, denn Proteus wird von seltsamen Angriffen heimgesucht.

## Spielprinzip
Es kann frei zwischen zwei verschiedenen Cockpit-Ansichten und der Verfolger-Perspektive gewählt werden. In den meisten Missionen soll man alle Gegner vernichten, Aufklärungsflüge fliegen, sowie andere Schiffe eskortieren. An drei Stellen im Spiel sitzt man nicht im Cockpit, sondern hinter einem Geschütz: zwei ortsfeste und einen Geschützturm eines DST Bombers. Neben dem Hauptziel in einer Mission kann man hin und wieder auch einige andere Nebenziele erledigen, außerdem ist es möglich, neue Munition und Boosterpacks aufzusammeln. Freies Speichern ist nicht möglich.
Yager war zunächst nur mit Einzelspieler-Modus herausgegeben worden, später wurde ein Mehrspieler-Patch nachgereicht.
Obwohl Yager von den Medien hauptsächlich positive Bewertungen bekam, waren die Absatzzahlen des Spiels eher mäßig.